# Beloslavec
Beloslavec – wieś w Chorwacji, w żupanii zagrzebskiej, w gminie Bedenica. W 2011 roku liczyła 263 mieszkańców.